# Poecilophyllum serrulatum
Poecilophyllum serrulatum là một loài rêu trong họ Dicranaceae. Loài này được Brid. Mitt. mô tả khoa học đầu tiên năm 1869.